# Eukiefferiella ginzanpequea
Eukiefferiella ginzanpequea är en tvåvingeart som beskrevs av Sasa och Suzuki 2001. Eukiefferiella ginzanpequea ingår i släktet Eukiefferiella och familjen fjädermyggor. Inga underarter finns listade i Catalogue of Life.